# Hella Ranner
Hella Ranner, née le 10 mai 1951 à Graz en Autriche, est une femme politique autrichienne, députée européenne de 2009 à 2011, représentant le Parti populaire autrichien et le groupe du Parti populaire Européen